# Libifenicis
Els libifenicis (llatí: Libyphoenices, grec antic: Λιβυφοίνικες) eren una població del nord d'Àfrica sorgida de la barreja entre els púnics i els libis (nom antic dels amazics). Vivien principalment al sud de Cartago, tot i que també apareixen libifenicis al sud-est d'Hispània.
Apareixen per primera vegada esmentats en Hecateu, el segle vi aC. També els esmenta el Periple d'Hannó, Èfor, Polibi, Estrabó, Plini el Vell i Claudi Ptolemeu, entre d'altres. Diodor de Sicília i Titus Livi consideren el seu origen en la mescla de púnics i libis indígenes.
Membre d'aquest poble fou Mutines d'Hipponium, que va defensar Agrigent contra els romans durant la Segona Guerra Púnica.